# Вилхелм II (Брауншвайг-Люнебург)
Вижте пояснителната страница за други личности с името Вилхелм II.
Вилхелм II (на немски: Wilhelm II; Wilhelm II., Herzog zu Braunschweig und Lüneburg; * 1300; † 23 ноември 1369) е княз на Люнебург от 1330 до 1369 г.

## Живот
Той е четвъртото дете на Ото II Строгия (1266 – 1330), от род Стар Дом Люнебург от фамилията Велфи, и на принцеса Матилде (Мехтхилд) Баварска (1275, † 1319), сестра на Лудвиг Баварски, дъщеря на баварския херцог Лудвиг II Строги († 1294) и третата му съпруга Матилда Хабсбургска (1251 – 1304), дъщеря на римския крал Рудолф I.
На 7 април 1328 г. Вилхелм се жени за Хедвиг от Равенсберг († 5 декември 1336), дъщеря на граф Ото IV фон Равенсберг и Маргарета фон Берг-Виндек. От брака им се ражда една дъщеря Елизабет.
През 1330 г. Вилхелм II наследява баща си на трона заедно с по-големия му брат Ото III. След смъртта на съпругата му Хедвиг той се жени за Мари († пр. 2 февруари 1341), която също ражда дъщеря – Матилда. Останал за втори път вдовец, през 1346 той се жени трети път за София фон Анхалт-Бернбург († 1362), дъщеря на княз Бернхард III фон Анхалт-Бернбург.
След смъртта на брат му Ото III († 19 август 1352 г.) без наследник Вилхелм II поема сам Княжество Люнебург. Той определя внука си Албрехт от Саксония-Витенберг, син на дъщеря му Елизабет, за свой наследник, но по-късно се отказва заради влиянието на Венцел и Рудолф, чичовците на Албрехт.
Вилхелм II омъжва по-малката си дъщеря Матилда за Лудвиг I, наследникът на Брауншвайгските земи. В това време император Карл IV определя евентуалното наследяване на Албрехт и двамата му чичовци. Племенницата на Вилхелм, Матилде, дъщеря на брат му Ото III, омъжена за граф Ото от Валдек, му прави други проблеми. Нейният съпруг проявява също претенции и на имперския дворцов съд му се обещават 100 000 марки, това били половината от княжеството. Вилхелм отказва да плати и е осъден (proscriptio).
През 1362 г. умира и третата му съпруга и той се жени за четвърти път за Агнес фон Саксония-Лауенбург (1353 – 1387), дъщеря на херцог Ерих II фон Саксония-Лауенбург.
Преди да умре Вилхелм II предава властта на Магнус II от Брауншвайг-Люнебург, брат и наследник на Лудвиг от Брауншвайг-Люнебург. През 1370 г. започва Люнебургската наследствена война.

## Деца
От брака с Хедвиг от Равенсберг има една дъщеря:
- Елизабет фон Брауншвайг-Люнебург († 1384), ∞ 1339 Ото от Саксония-Витенберг († 1350); ∞ ок. 1354 Николаус, граф на Холщайн-Рендсбург († 1397)

От брака с Мари има една дъщеря:
- Матилда († сл. 16 май 1410), ∞ I. 1355 Лудвиг фон Брауншвайг-Люнебург († 1367); ∞ II. 25 юни 1368 Ото I от Холщайн-Шаумбург († 1404)